# Cannonball in Europe!
Cannonball in Europe! è il sesto album live di Julian Cannonball Adderley, pubblicato nel 1963 dalla Riverside Records.

## Tracce
Lato A
1. P. Bouk – 10:57 (Yusef Lateef)
2. Gemini – 12:41 (Jimmy Heath)

Durata totale: 23:38
Lato B
1. Work Song – 8:24 (Nat Adderley)
2. Trouble in Mind – 10:44 (Richard M. Jones)
3. Dizzy's Business – 7:34 (Ernie Wilkins)
4. Unit 7 (Theme) – 0:44 (Sam Jones)

Durata totale: 27:26
CD del 2005, pubblicato dalla Capitol Records
1. P. Bouk – 10:23 (Yusef Lateef)
2. A Few Words from Cannonball – 1:00
3. Gemini – 12:45 (Jimmy Heath)
4. Work Song – 8:25 (Nat Adderley)
5. More Words from Cannonball – 0:22
6. Trouble in Mind – 10:19 (Richard M. Jones)
7. Dizzy's Business – 7:38 (Ernie Wilkins)

Durata totale: 50:52

## Musicisti
The Cannonball Adderley Sextet
- Julian Cannonball Adderley - sassofono alto (non suona nel brano B2)
- Nat Adderley - cornetta (non suona nel brano B2)
- Yusef Lateef - sassofono tenore, flauto, oboe
- Joe Zawinul - pianoforte
- Sam Jones - contrabbasso
- Louis Hayes - batteria